# Jean Georgescu. Profil
Jean Georgescu. Profil este un film românesc din 1986 regizat de Iulian Mihu.